# Panicum khasianum
Panicum khasianum är en gräsart som beskrevs av William Munro och Joseph Dalton Hooker. Panicum khasianum ingår i släktet vipphirser, och familjen gräs. Inga underarter finns listade i Catalogue of Life.